# Trumau
Trumau es una localidad del distrito de Baden, en el estado de Baja Austria, Austria, con una población estimada a principio del año 2018 de 3640 habitantes. 
Se encuentra ubicada al este del estado, a poca distancia al sur de Viena y al oeste de la frontera con el estado de Burgenland.